# Ungernia sewerzowii
Ungernia sewerzowii là một loài thực vật có hoa trong họ Amaryllidaceae. Loài này được (Regel) B.Fedtsch. miêu tả khoa học đầu tiên năm 1915.